# Michael Zorc
Michael Zorc (25 de agosto de 1962) es un exfutbolista alemán, se desempeñaba como centrocampista y toda su carrera jugó en el Borussia Dortmund, desde 1981 hasta 1998, siendo uno de los mayores ídolos del club de Dortmund y el jugador histórico con más presencias en el equipo con 572 partidos y el tercer máximo anotador histórico con 159 goles.

## Trayectoria
Nacido en Dortmund, Zorc jugó 571 partidos para el Ballspielverein Borussia (récord del club en total y en la Bundesliga con 463) entre 1981 y 1998, siendo también durante muchos años el capitán del equipo. También es el tercer mejor marcador absoluto del club con 159 goles, gracias en parte a su excelente capacidad de ejecución de penales. Hizo su debut profesional el 24 de octubre de 1981 en una derrota por 0-2 ante el SV Werder Bremen, convirtiéndose en una primera opción automática desde su segunda temporada.
El final de la carrera de Zorc también vio sus mejores éxitos, ya que Dortmund se coronó dos veces campeón nacional, además de ganar la UEFA Champions League 1996-97 y la Copa Intercontinental. Él anotó en dígitos dobles en siete estaciones, incluyendo 15 cada uno de 1994 a 1996.
Al retirarse a los casi 36 años, Zorc se convirtió en el director deportivo del Borussia Dortmund, actualmente sigue en el cargo, como el equipo ganó el campeonato nacional en 2002, 2011 y 2012.

## Carrera internacional
Zorc jugó siete veces para la selección alemana, pero nunca jugo con el equipo un torneo internacional. Su debut llegó el 16 de diciembre de 1992, durante una derrota en un amistoso que terminó 1-3 contra Brasil.

## Vida personal
El padre de Michael, Dieter Zorc, jugó en la división superior para VfL Bochum, y fue internacional para la selección Alemania.

## Clubes
| Club              | País     | Año       |
| ----------------- | -------- | --------- |
| Borussia Dortmund | Alemania | 1981-1998 |

## Palmarés
Borussia Dortmund
- Bundesliga: 1994-95, 1995-96
- Copa de Alemania: 1989
- UEFA Champions League: 1997
- Copa Intercontinental: 1997
- Supercopa de Alemania: 1996,1997